# Пионер Труда
Пионе́р Труда́ — посёлок в Хабарском районе Алтайского края России. Входит в состав Новоильинского сельсовета.

## Население
| 1997 | 1998 | 1999 | 2000 | 2001 | 2002 | 2003 | 2004 | 2005 | 2006 | 2007 |
| ---- | ---- | ---- | ---- | ---- | ---- | ---- | ---- | ---- | ---- | ---- |
| 380  | ↗401 | ↘357 | ↗368 | ↘358 | ↘301 | ↗356 | ↘306 | ↘298 | ↘295 | ↘291 |
| 2008 | 2009 | 2010 | 2011 | 2012 | 2013 |      |      |      |      |      |
| ↘274 | →274 | ↘212 | ↘211 | ↘209 | ↘205 |      |      |      |      |      |

## Улицы
- ул. Заречная,
- ул. Черёмушки,
- ул. Шипулина.

## Известные уроженцы
- Шипулин, Виктор Алексеевич (1967—1987) — советский военнослужащий, рядовой.